# Саџиди
Саџиди (енгл. Sajid dynasty) била је иранско муслиманска династија која је владала од 889—890 до 929. Владали су Азербејџаном и деловима Јерменије прво од Марагех и Барда, а затим од Ардабила. Саџиди потичу из централноазијске провинције Осрушана и били су иранског (согдијског) порекла. Мухамед ибн Абил-Саџ Дивдад, син Дивдада, први саџидски владар Азербејџана, постављен је за владара 889. или 890. Мухамедов отац Абул-Саџ Дивдад борио се против усхрусанског принца Афшина Хајдара. Крајем 9. века, када је централна власт сбасидског калифата ослабила, Мухамед је био у стању да формира практично независну државу. Велики део енергије Саџидиа је потрошена у покушају да преузму контролу над Јерменијом. Династија је окончана смрћу Абул-Мусафира ал-Фатха 929. године.

## Хронологија
- Мухамед ибн Абил-Саџ (899—901)
- Дивдад Ибн Мухамед (901)
- Јусуф Ибн Абил-Саџ (901—919)
  - Субук (919—922)
- Јусуф (922—928)
- Абул-Мусафир ал-Фатха (928—929)